# Jaime V da Escócia
Jaime V (Linlithgow, 10 de abril de 1512 – Falkland, 14 de dezembro de 1542) foi o Rei da Escócia de setembro de 1513 até sua morte. Era filho do rei Jaime IV e Margarida Tudor, ascendendo ao trono com apenas um ano de idade após a morte de seu pai na Batalha do Campo de Flodden.

## Início da vida
Jaime era filho do rei Jaime IV da Escócia e sua rainha Margarida Tudor, filha de Henrique VII de Inglaterra, e foi o único filho legítimo de seu pai a sobreviver à infância. Ele nasceu em 10 de abril de 1512, no Palácio de Linlithgow, Linlithgowshire e batizado no dia seguinte, recebendo os títulos de Duque de Rothesay e Príncipe e Grande Steward da Escócia. Tornou-se rei com apenas 17 meses de idade, quando seu pai foi morto na batalha de Flodden em 9 de setembro de 1513.
Jaime foi coroado na capela real no castelo de Stirling em 21 de setembro de 1513. Durante sua infância, o país era governado por regentes, primeiro por sua mãe, até que ela se casou no ano seguinte, e depois por John Stuart, segundo duque de Albany, que era o próximo na linha ao trono depois de Jaime e seu irmão mais novo, o postumamente, nascido Alexandre Stuart, duque de Ross. Outros regentes incluíam Robert Maxwell, quinto Senhor Maxwell, membro do Conselho de Regência, que também foi agraciado como regente de Arran, a maior ilha do Firth of Clyde. Em fevereiro de 1517, Jaime veio de Stirling a Holyroodhouse, em Edimburgo, mas durante um surto de peste na cidade, ele foi transferido para os cuidados de Antoine d'Arces no vizinha rural Castelo de Craigmillar. Em Stirling, com 10 anos de idade Jaime tinha uma guarda de 20 lacaios vestidos com suas cores, vermelho e amarelo. Quando ele foi para o parque abaixo do castelo, "de segredo e, em despojo justo e suave à direita (tempo)", seis cavaleiros iriam livrar o campo de intrusos duas milhas em volta. Poetas escreveram suas próprias rimas, aconselhando-o sobre o comportamento real.
No outono de 1524, Jaime dispensou seus regentes e foi proclamado um governante adulto por sua mãe. Vários novos funcionários da corte foram nomeados, incluindo um trompetista, Henry Rudeman. O diplomata inglês, Thomas Magnus, viu o jovem rei cantando, com os seus cavalos, e brincando com uma lança em Leith, e foi dada a impressão de que ele preferia costumes ingleses mais do que a moda francesa. Em 1525, Arquibaldo Douglas, 6° Conde de Angus, padrasto do jovem rei, tomou a custódia de Jaime e segurou-o como um prisioneiro virtual por três anos, e exerceu o poder em seu nome. Quando Jaime e sua mãe chegaram a Edimburgo em 20 de novembro de 1526, ela ficou nos aposentos de Holyroodhouse que Albany tinha usado, e Jaime usou os quartos a cima. Em fevereiro de 1527, Henrique Fitzroy, Duque de Richmond e Somerset, deu a Jaime vinte cães de caça e um caçador. Magnus pensou que o criado escocês fosse enviado para o Castelo Sheriff Hutton pelos cães fosse destinado a observar a forma e moda da família do Duque, para emulação, na Escócia. Jaime finalmente escapou da atenção de Angus em 1528 e assumiu as rédeas do próprio governo.

## Reinado e religião
Assinou um tratado de paz com seu tio, o rei Henrique VIII de Inglaterra, em 1534. O tio ainda tentou fazer com que abjurasse a autoridade da Igreja Católica Romana, mas recusou e as relações se tornaram tensas.
Sempre esteve preocupado com a manutenção da lei, embora muito do que seu pai fizera tivesse caído em desuso. Um exemplo da falta de lei da época é a batalha, conhecida como 'Clear the Causeway', entre os Douglas e seus inimigos em Edimburgo, em 1520. O primeiro que fez foi vingar-se dos Douglas pelo confinamento. Confiscou suas terras, tomou seus poderes, declarou-os proscritos. Mandou executar o senhor ou Master of Forbes, cunhado de Angus, e queimar sua irmã, lady Janet Glamis, na colina do castelo (Castle Hill) de Edinburgh acusada de feitiçaria. Depois se considerou pronto a assumir o controle.
Prosseguiu limpando as terras de fronteira, ou  Borders, onde de novo havia conflito, assim como as Terras Altas (Highlands) e as Ilhas do Oeste (Western Isles). O clã dos Armstrong era um poderoso clã de fronteira, que incendiara já 52 igrejas na Escócia e arrancava as riquezas dos aristocratas ingleses que viviam ao sul da fronteira. Jaime V decidiu fazer deles um exemplo, e chefiou um exército para conquistá-los. Executou todos os Armstrongs que se haviam revoltado contra ele, executando os que estão imortalizados nas baladas (John Armstron e 36 de seus seguidores) e prendeu, embora por pouco tempo, gente dos clãs Bothwell, Home, Maxwell e Johnston.
Nas Highlands ou Terras Altas, executou os chefes de clã mais rebeldes. Restaurou com isso a ordem, pois se tornou amigo dos demais chefes, embora com isso tenha alienado alguns poderosos chefes militares.
O Arcebispo de Glasgow, Gavin Dunbar, ajudou-o na reforma do tribunal conhecido como 'Council and Session' . Separou com isso as funções do tribunal em um Colégio de Justiça (College of Justice), em que juízes experientes recebiam salários - embora o rei ainda ficasse com parte deles. O que se pagaria por um novo imposto sobre a Igreja. O parlamento passou a se reunir regularmente e promulgou leis que se destinavam a aperfeiçoar a saúde econômica do reino.
Depois de uma rebelião de Donald Gorm of Sleat em 1540 em que Donald foi morto no castelo de Eilean Donan o rei fez uma jornada pelo norte do país e onde pernoitasse, exigia obediência e fazia prisões, apreendendo terras e executando criminosos.
Tratou a nobreza de modo rude, como já mostrava o caso em 1537, raro, de mandar queimar uma aristocrata, lady Glamis, alegadamente por traição. Suspeitou sempre da aristocracia mas sempre teve simpatia pelo povo, e às vezes ia passear nas ruas incognito, hábito que sua filha adotou com muito menos sucesso. Era por vezes chamado "the poor man's king" ou o rei dos pobres, por se disfarçar de camponês. Mas o povo de verdade lhe era grato por ter restaurado a paz.
Depois que assumiu o governo, apoiou o catolicismo contra os nobres protestantes e aliou-se à França. Pelos barões e magnatas era visto como cruel, vingativo. Um exemplo foi o Act of Revocation de 1537/1540 em que exigiu grandes somas, em compensação, dos que tinham se apropriado de terras reais. Também tomou o título de Senhor das Ilhas (Lord of the Isles) para si, aprisionando os chefes das principais famílias se se atrevessem a lhe criar obstáculos. Outros viram retiradas suas propriedades, e introduziu também o enforcamento e esquartejamento, castigo inglês, visto na Escócia como bárbaro. Com isso, perdeu o apoio da aristocracia.
Tinha capacidade e certo encanto pessoal, e acima de tudo, sorte. Começou a restaurar as finanças, aumentando a política paterna de transformar a Igreja em mero departamento estatal. O Papa, ansioso por não alienar a Escócia, cedeu a nomeações eclesiásticas "in commendam", e como resultado cinco das seis grandes casas religiosas (Charterhouse em Perth, abadias de Coldingham e Holyrood, Priorado de St.Andrews), foram dadas a bastardos reais. Temerosa de que seguisse o exemplo do tio, na Reforma Protestante, a Igreja o apoiou em tudo. Depois de usar seu poder para nomear filhos para a Igreja, em posições poderosas, o rei ainda impôs à Igreja o chamado grande imposto ou Great Tax mas ao mesmo tempo o clero se tornou mais poderoso e importante em seu conselho.
Teve também sorte em política externa. A Inglaterra e a França eram aliadas, porque a França precisava do apoio inglês e Henrique VIII precisava do apoio francês a seu divórcio de Catarina de Aragão. Assim, por sua aliança com a França, Jaime foi cortejado pelos dois países ao mesmo tempo (por certo tempo). As relações com a Inglaterra começariam a se deteriorar em 1536, e quando faltou a um encontro em York em 1541 com o rei Henrique, começou a guerra. Jaime apoiou a França contra a Inglaterra e na rebelião os confederados tomaram posse dos cargos do governo, do tesouro real, das joias reais.
Quando se olha de longe seu reinado vê-se que tinha muitos dons, mas lhe faltava persistência e os cálculos de um grande rei. Quando estava em período de prosperidade, agia bem; quando as coisas se viravam contra ele, não aguentava o curso dos acontecimentos. Às vezes visto como o mais desagradável dos reis Stuart, quebrou tradições não-escritas. De grande talento, os monumentos de seu reino são os trabalhos literários de sua corte – poemas e peças de sir David Lindsay, a ambiciosa transformação arquitetural de Castelo de Stirling, dos palácios de Holyrood, Falkland, Linlithglow.

### A aliança francesa
Jaime se deixou fascinar pelo que se conhecida como a Velha Aliança (Auld Alliance) renegociada por Albany com a França, em Ruão, em 1521, mas pouco bem fez à Escócia, em retrospecto.
Interessava-o também poder casar com uma princesa francesa, que trouxesse um bom dote. Viajou em 1536 para a França para se casar com Maria de Vendôme, mas não se encantou com ela e conseguiu persuadir o rei Francisco I a lhe dar Madalena. Infelizmente, a princesa morreu semanas depois de pisar solo escocês. Jaime guardou porém o dote de 100 mil libras, os navios e valores que a trouxeram. Casou então com Maria de Guise, que trazia dote de 150 mil libras, e lhe deu dois filhos, mortos na infância, e uma filha.
Henrique VIII temia que a Escócia passasse a servir como base de ataques contra terras inglesas. Muitos nobres escoceses pensavam também que havia demasiada aliança com a França. Os nobres se dividiram em dois partidos, o que agradava enormemente à Inglaterra.
Henry e seus partidários escoceses conseguiram fazer com que Jaime concordasse num encontro em York, mas Jaime foi persuadido pelo clero a não aparecer. O que enfureceu seu tio. Henrique atacou a Inglaterra em 1542, Jaime levantou um exército, dividido pelas facções entre católicos e protestantes. Muitos senhores não apareceram, quando convocados. O exército era chefiado por Oliver Sinclair (embora Maxwell fosse o chefe oficial) e custeado pela Igreja.
Foram derrotados na Inglaterra, na batalha conhecida como de Solway Moss em 24 de novembro de 1542. O rei não participava, por doença fora deixado em Lochmaben. Lord Wharton saiu vitorioso. Como apenas depois do primeiro ataque inglês Sinclair anunciou que o rei o fizera líder do exército, descontentando Maxwell, não se deram ordens e a batalha foi um desastre, morrendo centenas de soldados e milhares de escoceses se rendendo. O desastre uma humilhante derrota, embora não derrota nacional como fora antes Flodden, em 1513. Mas fez com que tivesse um colapso mental, ou lhe faltou vontade de viver. Perambulou ainda antes de retornar ao palácio em Falkland onde foi posto na cama, e teria sabido que era pai antes de morrer, profetizado (o que é famoso mas inverídico) - "Começou com uma mulher, passará com outra". Ou seja: It came wi a lass and it will pass wi a lass.
Morreu aos 31 anos, uma semana depois do nascimento de sua filha - a única criança legítima sobrevivente - Mary Stuart, que depois tornou rainha da Escócia.

### Casamento e prosperidade
Ele, buscado para alianças, que quase casou com Catarina de Médici por negociações intermediadas por Albany, foi para a França casar-se com Maria de Bourbon-Vendôme, casou na igreja de Notre-Dame em Paris em 1537 com Madalena de França, com quem não teve filhos.
Casou outra vez em 1538 na Escócia com Maria de Guise ou Marie de Guise-Lorraine (1515-1560):
- 1 - Jaime Stuart, Duque de Rothesay (22 de maio de 1540, em St Andrews, – 21 de abril de 1541);
- 2 - Arthur ou Roberto Stuart (12 de Abril de 1541, no Palácio de Falkland – 20 de abril de 1541), Duque de Rothesay e Duque de Albany. Enterrado no Palácio de Holyrood, Edimburgo;
- 3 - Maria Stuart (Palácio de Linlithgow 1542-1586), rainha  da Escócia em 1543.

### Filhos ilegítimos
- 1 -  Jaime Stuart, conde ou Earl of Moray ou Murray, morto em 1570, regente da Escócia quando sua meia-irmã Maria Stuart abdicou ao trono em 1567. Tronco dos condes de Mar e Moray.
- 2 -  Roberto Stuart (1533-1592), filho de  Euphame Elphinstone. Foi Conde de Orkney e abade de Holyrood, de quem descendem os Condes de Orkney. Opressor tirânico das ilhas Órcades e Xetlândia. Meio-irmão de Maria Stuart, a rainha (1542-1587), benevolente para com ele e tolerante de seus excessos. Recebeu terras e rendas da abadia de Holyrood, reformada por seu pai. Maria lhe deu terras em Orkney e Shetland. Mais tarde exerceu pressão sobre o bispo Adão Bothwell (c. 1530-1593) interessado em aumentar suas terras em Orkney em troca de interesses de Stuart em Holyrood. Stuart foi preso por traição por Jaime Douglas, Regente da Escócia e Conde ou Earl of Morton (c. 1516-1581), mas vingou-se quando ocasionou a queda de. Apesar de protestos dos habitantes das ilhas contra suas opressões, seu sobrinho o rei Jaime VI (1566-1625) gostava dele e o fez Conde ou Earl of Orkney (1581). Deixou um belo palácio em Birsay, em Orkney. Seu filho Patrick Stuart, pior ainda, e cruel para os moradores das ilhas, acabou enforcado por traição em 1615.
- 3 - João Stuart (1531-1563), Lord Darnley, Prior de Coldingham. Casado em 1562 com Lady Janet Hepburn, irmã de James Hepburn, conde de Bothwell, o terceiro marido de Maria Stuart. Foram pais de Francis Stuart, que em 1581 foi feito por Jaime VI, Conde de Bothwell.
- 4 -  Jean Stuart, que casou com Arcibaldo Campbell, Earl of Argyll (1530-12 de setembro de 1573), primogênito de Archibald (morto em 1558), 4º Conde de Argyll. Era um dos chamados lords da congregação, um dos principais  tenentes de Jaime V na guerra entre os reformadores e a regente Maria de Guise-Lorena. Mais tarde se separou do partido de Knox, por sua amizade a Maria Stuart. Embora desaprovasse seu casamento com Darnley, tomou seu partido contra Isabel de Inglaterra. Cúmplice no assassinato de David Rizzo, consentiu no assassinato de Darnley. Em 1572 era lord high chancellor.
- 5 - Adam Stuart, filho da Lady Elizabeth Stuart (filha de João Stuart, 3º Conde de Lennox). Prior de Charterhouse, Perth. Enterrado em St. Magnus, Kirkwall, Orkney; a lápide ainda existe.
- 6 - Jaime Stuart, filho de Christine Barclay.
- 7 - Jaime Stuart, filho de Elizabeth Shaw. Comandador de Kelso e Melrose.
- 8 - Roberto Stuart, júnior, mãe desconhecida. Foi Prior de Whithorn.